# Августин Кентерберийский
Августи́н Кентербери́йский (лат. Augustinus Cantuariensis, англ. Augustine of Canterbury; ок. 1-й трети VI века, Рим — 26 мая 604, Кентербери) — бенедиктинский монах, первый архиепископ Кентерберийский. Вошёл в историю как «апостол англичан» и основатель Церкви Англии.
Был приором монастыря святого Андрея в Риме, в 595 году папа римский Григорий I назначил его руководителем миссии в Британию, известной как Григорианская миссия, в королевство Кент, с целью обращения в христианство языческого короля Этельберта. После получения разрешения поселиться в Кентербери Августину удалось крестить короля и тысячи его подданных. Августин основал монастырь за городскими стенами и в 601 году был назначен архиепископом. В 604 году другие христианские епископы обосновались в Лондоне и Рочестере, и была создана школа, где обучались англосаксонские священники и миссионеры.
В конце жизни он занимался укреплением римской иерархии в Англии, однако не смог убедить кельтских епископов подчиниться своей власти, несмотря на постоянную поддержку папы. Также подготовил посвящение своего преемника — Лаврентия Кентерберийского. Вскоре после смерти в 604 году Августин Кентерберийский был причислен к лику святых.
Так как последователи Августина не оставили письменных свидетельств, единственными прижизненными источниками являются письма папы Григория. Сто лет спустя после его смерти бенедиктинский монах Беда Достопочтенный собрал остальные сведения о первом архиепископе и включил их в свою «Церковную историю народа англов».

## Предыстория
К 300 году некоторые британцы уже были христианами, и даже один из ересиархов, Пелагий, был британцем. В 314 году Британия послала трёх епископов на Арльский собор, а в 396 году галльский епископ ездил на остров, чтобы помочь решить «дисциплинарные вопросы». Найденные археологами артефакты свидетельствуют о растущем присутствии христиан в Британии ещё до 360 года. Доказательствами сохранения христианства в восточной Англии являются также культ святого Альбана и сохранение слова «eccles» (от латинского слова ecclesia, церковь) в географических названиях.
После вывода римских легионов из Британии в 410 году жители острова были вынуждены защищаться от нападений саксов, и в южной части острова поселились язычники. В то же время западная часть Британии вне англосаксонских королевств оставалась христианской, хотя и развивалась в отрыве от Рима под влиянием миссионеров из Ирландии и была сосредоточена вокруг монастырей, а не вокруг епархий. Кельтская церковь также отличалась от римской церкви в методе расчёта даты Пасхи и в форме тонзуры у священнослужителей.
До сих пор неизвестно, пытались ли местные священнослужители проповедовать христианство англосаксам, но во время набегов саксы и родственные им племена уничтожали остатки римской цивилизации, в том числе и церкви.
Во всяком случае, ещё до прибытия Августина в Кенте проживали малочисленные потомки христиан из Римской империи, почти не оставившие литературных следов.

## Миссия

### Мотивы
На этом фоне в 595 году папа Григорий I послал миссию в Кент, часто называемую «Григорианской», с целью обращения англосаксов в христианство.
Возможно, что выбор пал на королевство Кент и его короля Этельберта I из-за нейтрального отношения последнего к христианству. Этельберт ещё до 588 года (по другим свидетельствам до 560 года) женился на христианской принцессе Берте, дочери Хариберта I, одного из меровингских королей франков. Берта привезла с собой в Кент капеллана Людхарда, с которым они восстановили разрушенную римскую церковь (возможно, что это современная Церковь Святого Мартина) в Кентербери. Этельберт был язычником, но позволял жене исповедовать другую веру и, скорее всего, под её влиянием, как пишет биограф Берты, попросил папу Григория прислать миссионеров.
Историк Иан Вуд считает, что инициатива проведения миссии исходила от кентского двора, а другие историки — что её инициировал сам папа. Так, Беда Достопочтенный повествует, что папа Григорий увидел светловолосых рабов из Британии на римском рынке и решил обратить этот народ в христианство.
Другой возможной причиной была растущая власть королевства Кент и его короля. После смерти короля Уэссекса Кевлина в 592 году Этельберт стал бретвальдом — верховным англосаксонским правителем. Беда пишет, что Этельберт господствовал над землями к югу от реки Хамбер, на границе с франками. Оба государства успешно торговали друг с другом, и разница в языке, судя по всему, была незначительна — для перевода проповедей саксам миссионеры нанимали франков. Наконец, Кент был близок к христианским областям франков на континенте. Существует несколько свидетельств, включая и письма папы Григория франкским королям, что некоторые из франков торговали с королевствами в южной Британии. О культурном влиянии франков свидетельствуют и некоторые археологические находки на территории Англии.
Но, скорее всего, причиной миссии послужили возможность приобретения новых провинций, признающих власть папства, и желание повлиять на молодую Кентскую державу. Возможно также, что идея начать миссию появилась после успешных попыток обращения в католичество лангобардов.

### Организация
В 595 году папа Григорий назначил Августина, который был приором монастыря Святого Андрея в Риме, главой миссии в Кент. Папа выбрал сопровождающих монахов и отправил письма с просьбой о поддержке к франкским епископам и королям: Теодориху II, королю Бургундии, Теодеберту II, королю Австразии, а также их бабке Брунгильде. В одном из писем папа благодарил также короля Нейстрии Хлотаря II за помощь. Некоторые из этих писем сохранились и находятся в данный момент в Риме. Франкские епископы ответили на просьбу практической поддержкой и, надеясь усилить влияние на короля Этельберта и завоевать его доверие, добавили к группе переводчиков и франкских священников. Таким образом, папа подстраховал группу миссионеров, надеясь, что Этельберт не прогонит франков — народ своей жены.
Почему именно Августин был назначен главой миссии, остаётся неясным. Известно лишь, что Августин был начитан: в одном из писем Этельберту папа Григорий хвалит его за знание Библии. Другим его качеством были хорошие организаторские способности: будучи приором в Риме, Августин управлял повседневной деятельностью аббатства.

### Путешествие
В пути Августина сопровождали Лаврентий, его будущий преемник, и ещё около сорока спутников, в большинстве монахи. Вскоре после отъезда миссионеры решили вернуться и послали Августина обратно в Рим за позволением папы. Григорий отказал в просьбе и, написав ободряющие письма миссионерам, отправил Августина назад, и в 597 году Августин и его спутники высадились на острове Тэнет в королевстве Кент, а потом пошли в Кентербери.

## Первые успехи

### Массовые крещения
Вскоре после прибытия король Этельберт позволил миссионерам селиться и проповедовать в столице, Кентербери, и использовать для служб церковь Святого Мартина. Став, таким образом, английским епископом, во время массового крещения на Рождество 597 года Августин обратил в христианство большинство подданных Этельберта.
В письме 598 года Патриарху Александрийскому папа Григорий писал, что Августин окрестил более десяти тысяч язычников. И хотя количество новообращённых может быть преувеличено, ясно, что массовое крещение произошло.

### Крещение короля Этельберта
Ни историк Беда, ни папа Григорий не упоминают дату крещения Этельберта, которое, вероятно, произошло в 597 году. В средневековье массовые обращения в христианство требовали предварительного крещения правителя, а Августин в течение первого года обратил в христианство множество подданных короля. Кроме того, уже в 601 году папа Григорий в письме называл Этельберта своим сыном и упоминал его крещение. Более поздний источник, летописец XV века Томас Эльмгем, считает датой крещения короля 2 июня 597 года (Троицын день), и хотя других доказательств этому утверждению нет, дата, скорее всего, верна. Так, в письме от июня 598 года Августин упоминает о ряде крещений, но имя короля не называется. Во всяком случае, в 601 году король уже был крещён, и, как следствие, влияние франков на южные королевства Британии ослабело.

### Восстановление церкви
Беда рассказывает, что Августин при поддержке короля Этельберта «восстановил» церковь, построенную римскими христианами в Кентербери. Подразумевал ли Беда, что Августин действительно восстановил церковь или просто вновь освятил здание, остаётся неизвестным. Археологические свидетельства поддерживают последнюю версию: в 1973 году к югу от нынешнего Кентерберийского собора были обнаружены остатки здания с боковыми пристройками римско-британского периода.
Вскоре после прибытия с разрешения короля Августин основал монастырь Святых Петра и Павла, ставший впоследствии Аббатством Святого Августина. Утверждают, что монастырь следовал уставу святого Бенедикта и был первым бенедиктинским аббатством за пределами Италии, хотя доказательств это утверждение не имеет.
Также Августин основал в Кентербери новую епархию, хотя, когда он принял сан епископа, остаётся неясным. Беда пишет, что Августин принял сан от франкского архиепископа Этерии в Арле сразу после крещения Этельберта. Однако в письме от сентября 597 года папа называет Августина епископом, а в другом, десять месяцев спустя, пишет, что Августин принял сан по его приказу от германских епископов.

## Дальнейшие успехи

### Распространение веры
После массовых крещений Августин направил Лаврентия в Рим с докладом о своих успехах. Беда пишет, что в письме Августин также просил у Григория совета по организации церкви, наказаниям за грабёж, правилам брака, освящению епископов и, кроме того, отношениям между церквями Британии и Галлии, крещению новорождённых и времени причастия и мессы. В 601 году из Рима были посланы новые миссионеры, доставившие паллий для Августина, который был символом сана архиепископа, и дары: священные сосуды, церковные облачения, мощи и книги, содержание которых неизвестно. Возможно, книги касались литургии и были написаны в это же время. Какой именно литургии придерживался Августин в Англии, неясно, но несомненно это одна из латинских литургических форм, распространённых в те годы в Риме.
В письме Августину Григорий также велел новому архиепископу посвятить в сан двенадцать викариев и направить епископа в Йорк. Григорий планировал основать в Англии две епархии: в Йорке и Лондоне, с двенадцатью викариями при каждом епископе. По его плану, Августин должен был перенести свою кафедру из Кентербери в Лондон, но по неясным причинам этот переезд так и не состоялся. В то время Лондон входил в состав королевства Эссекс, и правил там племянник Этельберта Сэберт. Сэберт был крещён лишь в 604 году и, вполне возможно, до этого препятствовал переносу кафедры Августина в Лондон. Историк Бректер предположил, что кафедра всё же была перенесена, а после смерти Августина возвращена в Кентербери. Однако эта теория противоречит рассказу Беды.
В 604 году Августин в дополнение к епархии в Йорке основал в Британии ещё две епархии: в Лондоне епископом стал Меллит, а в Рочестере Юст. Оба прибыли в Британию в 601 году из Рима.

### Попытка объединения британских церквей
Папа Григорий желал также подчинить Августину церкви в Уэльсе и Думнонии, рассчитывая, видимо, что в Британии сохранились со времён Римской империи правительственные и церковные организационные структуры. Но как пишет Беда, британцы не доверяли Августину, и, не зная истории и не понимая традиций британской церкви, Августин ненамеренно испортил с ними отношения. В 603 году Августин и Этельберт собрали британских епископов в Кентербери и обсудили возможность объединения церкви под началом Августина. Беда пишет, что после заседания епископы «посоветовались с народом», который решил оказать Августину столько же уважения, сколько он оказал им. По словам Беды, приветствуя британских епископов, Августин не встал со своего места. Некоторые историки полагают, что Августин не знал историю и не понимал традиции британской церкви, что повредило его взаимоотношениям с британскими епископами. Таким образом, план папы по объединению британских церквей не был осуществлён.
Однако существовали и более глубокие разногласия между Августином и британской церковью: форма тонзуры, время празднования Пасхи, а также подход к аскетизму, миссионерской деятельности и общей организации церкви. Кроме того, не последнюю роль сыграла и политика: деятельность Августина поддерживал кентский король, а Уэссекс и Мерсия расширялись на запад, в районы, находящиеся под управлением британцев.

### Миссионерская деятельность
Хотя объединение церкви и не удалось, Августин добился заметных успехов в миссионерской деятельности. Он освятил множество языческих храмов и совместил большинство языческих праздников с христианскими. Например, в одном из храмов чтили местного святого Сикста, детали жизни и смерти которого не были известны. Вполне возможно, что последователи были христианами, хотя Августин так не считал. По указанию папы Григория Августин основал в храме церковь римского святого Сикста.
Папа Григорий не оставлял своим вниманием британские церкви и издал несколько предписаний для мирян и духовенства, например, о том, что церковь в Кенте подчиняется непосредственно папе, и ни английские, ни франкские епископы не имеют власти друг над другом. Другое предписание касалось подготовки местного духовенства и поведения миссионеров. По его совету Августин основал миссионерскую школу, и вскоре после его смерти Кентербери отправил несколько учителей в поддержку христианской миссии в восточную Англию. В школе короля (англ. The King's School) утверждают, что она основана Августином и является, таким образом, старейшей школой мира. Эту теорию не подтверждают исторические документы школы, первые из которых относятся лишь к XVI веку. Однако он основал какую-то школу, поскольку после его смерти Кентербери посылало учителей в восточную Англию.

## Смерть и наследие
Перед смертью Августин назначил Лаврентия Кентерберийского своим преемником, вероятно, с целью обеспечить упорядоченную передачу полномочий архиепископа. Хотя на момент смерти влияние Августина едва распространилось за пределы Кента, именно он принёс в Британию активный миссионерский стиль. До его прибытия, несмотря на присутствие христиан в Ирландии и Уэльсе, никаких попыток обратить саксов в христианство не предпринималось. Августин же оказал решающее влияние не только на христианство в Британии в целом, но и на англосаксонскую церковь в частности, усилившую свою миссионерскую деятельность среди язычников. Нельзя забывать, что своим успехом Августин частично обязан Этельберту, который дал архиепископу возможность проявить себя и не препятствовал распространению христианства на своих землях.
Пример Августина оказал влияние и на последующую интенсивную миссионерскую деятельность англосаксонской церкви.
Августин умер 26 мая 604 года и вскоре был причислен к лику святых. Первоначально он был похоронен в портике сегодняшней Церкви Святого Августина в Кентербери, но позднее тело было перенесено в церковь аббатства, названного его именем. После нормандского завоевания церковь активно поддерживала культ Святого Августина, и его могила стала местом паломничества. Его рака занимала центральное положение в одной из часовен, а справа и слева были расположены раки Лоренса и Мелитуса . Король Генрих I разрешил Аббатству Св. Августина проведение с 8 по 13 сентября шестидневной ярмарки во время переноса его останков в новый реликварий. Во время реформации храм Августина был разрушен, а мощи утрачены.
Кроме Беды, жизнь Августина описывали и другие средневековые писатели. Примерно в 1090 году Госселин написал биографию Августина, приблизив его образ к образу святого. В описании мало новых исторических фактов, и основное содержание — описание чудес, совершённых Августином. Опираясь на это описание, более поздние авторы продолжали добавлять в жизнь Августина рассказы о совершённых им чудесах, всё дальше уходя от действительных событий. Среди таких авторов были, например, Вильям Мальмсберийский, утверждавший, что Августин основал Сёрнское аббатство, автор (скорее всего, Джон Бромптон) средневековой летописи, содержащей выдуманные письма от Августина, и некоторые другие авторы, включавшие Августина в свои рыцарские романы. В произведениях изобразительного искусства Августин предстаёт сидящим на престоле c епископскими знаками.
Основанный Августином монастырь продолжал расти. В 978 году аббат Дунстан переименовал его в честь святых Петра, Павла и Августина, и с тех пор он обычно известен как Аббатство Святого Августина. После Тюдоровской секуляризации Генрих VIII использовал аббатство как королевский дворец, но с тех пор большинство зданий превратилось в руины. В 1988 году руины аббатства вместе с Кентерберийским собором и Церковью Святого Мартина стали объектом Всемирного наследия ЮНЕСКО.
Августин был первым в ряду 104 архиепископов Кентерберийских. Архиепископ Кентерберийский является архиереем епархии Кентербери, ведущим епископом Церкви Англии и символическим главой всемирного Англиканского сообщества. Таким образом, сегодняшний Архиепископ Кентерберийский руководит третьей по величине группой христиан в мире. В Кентерберийском соборе каменная кафедра, использованная при интронизации архиепископа, называется «креслом святого Августина», хотя кресло было построено, вероятно, в XIII веке.
В восточном Кенте, в Эббсфлите, кельтский крест отмечает предполагаемое место высадки Августина на берег Англии, хотя в 2005 году историк Алан Кей в интервью Би-би-си сообщил, что в действительности Августин высадился между Стонаром и Сандвичем. По словам Кея, в VI веке Эббсфлит не располагался на побережье, и легенда выдумана в 1884 году викторианским аристократом, желавшим привлечь посетителей в открытое им неподалёку кафе.